# Petrus Roselli
Petrus Roselli va ser un compositor establert a Itàlia a principis del segle xvi.
El nom podria indicar un compositor d'origen francès amb el nom de Pierre Roussel, i possiblement era el mateix que Pietro Rossello trobat a la capella ducal ferraresa (1499-1502). És conegut per la seva missa Missa Baisez moy, basada en la popular cançó Baisez-moi atribuïda a Josquin.